# Cuneo (geometria)
In geometria per cuneo si intende un poliedro individuato da una faccia rettangolare che si dice base del cuneo e da uno spigolo parallelo a due lati opposti della base tale che la sua proiezione ortogonale sul piano della base (al quale esso non appartiene) è un segmento il cui punto medio (centro) coincide con il centro del rettangolo di base; questo spigolo (di lunghezza c in figura) viene detto spigolo apicale del cuneo.

## Facce
Un cuneo è un pentaedro che, oltre alla faccia della base, presenta due facce a forma di trapezio isoscele e due facce a forma di triangolo isoscele. Le facce a forma di trapezio sono individuate dallo spigolo apicale e da ciascuno dei due lati della base a lui paralleli; esse sono congruenti. Ciascuna delle facce triangolari, anch'esse congruenti, è individuata da un vertice dello spigolo apicale e da uno dei due lati opposti della base non paralleli allo spigolo apicale.

## Simmetrie
Un cuneo ha le simmetrie di un rettangolo ed il suo gruppo di simmetria è il gruppo {\displaystyle \mathbb {Z} _{2}\times \mathbb {Z} _{2}} generato dalle riflessioni rispetto ai due piani ortogonali alle due coppie di lati opposti del rettangolo di base. Il segmento che congiunge il centro del rettangolo di base e il punto medio dello spigolo apicale (ortogonale sia alla base che al segmento apicale) si dice asse del cuneo; in effetti la sua retta è l'intersezione dei due piani di simmetria e la rotazionen di 180 ° intorno ad essa lascia il cuneo invariato. La lunghezza dell'asse di un cuneo si dice altezza del cuneo. Quando lo spigolo apicale si riduce ad un solo vertice il cuneo segmento

## Misure
Consideriamo il cuneo K individuato dalle lunghezze dei lati del rettangolo di base a e b, dalla lunghezza dello spigolo apicale c (parallelo ai lati di lunghezza a) e dall'altezza h. Osserviamo che questi 4 parametri possono assumere tutti i possibili valori positivi e in particolare può essere   c > a (caso del cuneo allargato).
Gli spigoli laterali del cuneo sono congruenti ed hanno lunghezza
{\displaystyle {\sqrt {h^{2}+\left({\frac {a-c}{2}}\right)^{2}+\left({\frac {b}{2}}\right)^{2}}}}
L'area della superficie del cuneo dato è
{\displaystyle ab+b{\sqrt {h^{2}+\left({\frac {a-c}{2}}\right)^{2}}}+(a+c){\sqrt {h^{2}+\left({\frac {b}{2}}\right)^{2}}}} .
Il suo volume si ottiene come
{\displaystyle {\frac {1}{2}}bch+{\frac {1}{3}}(a-c)bh=bh\left({\frac {a}{3}}+{\frac {c}{6}}\right)} .
Il suo baricentro si trova sull'asse a una distanza dalla base inferiore data da
{\displaystyle {\frac {h}{2}}\cdot {\frac {a+c}{2a+c}}} .